# 咸田镇
咸田鎮，是中國廣西壯族自治區北海市銀海區下轄的一個鎮。
2004年，西塘镇、咸田镇合并成立银滩镇。咸田鎮建制撤销。